# Fauna och Flora
Fauna och Flora är en populärvetenskaplig tidskrift inom biologi med inriktning mot zoologi, botanik och den biologiska sidan av naturvården i Sverige.
Den grundades 1906 av professor Einar Lönnberg. Lönnberg var den första tiden både redaktör och utgivare. I början kom Flora och Fauna ut med sex häften per år. Idag (2025) kommer tidningen ut med fyra nummer per år. År 2002 tog Artdatabanken över utgivningen av tidskriften. Från och med 2020 tog Naturcentrum AB över utgivningen och den tidigare redaktionen.

## Redaktörer
- Einar Lönnberg
- Ragnar Hall